# Campeonato Europeo de Atletismo de 2026
El XXVIII Campeonato Europeo de Atletismo se celebrará en Birmingham (Reino Unido) entre el 10 y el 16 de agosto de 2026 bajo la organización de Atletismo Europeo y la Federación Británica de Atletismo. Las competiciones se realizarán en el Alexander Stadium de la ciudad inglesa.

## Calendario
El calendario de la competición se hizo público en junio de 2025. Como novedad, en esta edición se introdujeron los llamados One-Day-Deciders, consistentes en que algunas pruebas se desarrollaban íntegramente en un día, desde la primera eliminatoria hasta la final.
| E | Eliminatorias | C | Clasificación | ½ | Semifinales | F | Final |

| Fecha →           | Lu 10 | Lu 10 | Lu 10 | Ma 11 | Ma 11 | Ma 11 | Mi 12 | Mi 12 | Mi 12 | Ju 13 | Ju 13 | Vi 14 | Vi 14 | Sa 15 | Sa 15 | Do 16 |
| Prueba ↓          | M     | T     | T     | M     | T     | T     | M     | T     | T     | M     | T     | M     | T     | M     | T     | T     |
| ----------------- | ----- | ----- | ----- | ----- | ----- | ----- | ----- | ----- | ----- | ----- | ----- | ----- | ----- | ----- | ----- | ----- |
| 100 m             |       |       |       | E     | ½     | F     |       |       |       |       |       |       |       |       |       |       |
| 200 m             |       |       |       |       |       |       |       |       |       | E     | ½     |       | F     |       |       |       |
| 400 m             | E     |       |       |       | ½     | ½     |       | F     | F     |       |       |       |       |       |       |       |
| 800 m             | E     |       |       |       |       |       | ½     |       |       |       | F     |       |       |       |       |       |
| 1500 m            |       |       |       |       |       |       |       |       |       |       |       | E     |       |       | F     |       |
| 5000 m            |       | F     | F     |       |       |       |       |       |       |       |       |       |       |       |       |       |
| 10 000 m          |       |       |       |       |       |       |       |       |       |       |       |       |       |       | F     |       |
| 110 m vallas      |       |       |       | E     |       |       |       | ½     | F     |       |       |       |       |       |       |       |
| 400 m vallas      |       |       |       | E     |       |       | ½     |       |       |       |       |       | F     |       |       |       |
| 3000 m obst.      |       |       |       |       |       |       |       |       |       |       |       |       |       | E     |       | F     |
| Salto de altura   |       |       |       | C     |       |       |       |       |       |       |       |       | F     |       |       |       |
| Salto con pértiga |       |       |       |       |       |       |       |       |       |       |       | C     |       |       |       | F     |
| Salto de longitud | C     |       |       |       | F     | F     |       |       |       |       |       |       |       |       |       |       |
| Triple salto      |       |       |       |       |       |       |       | C     | C     |       |       |       |       |       | F     |       |
| Peso              | C     | F     | F     |       |       |       |       |       |       |       |       |       |       |       |       |       |
| Disco             |       |       |       | C     |       |       |       |       |       |       | F     |       |       |       |       |       |
| Martillo          | C     |       |       |       | F     | F     |       |       |       |       |       |       |       |       |       |       |
| Jabalina          |       |       |       |       |       |       |       |       |       | C     |       |       |       |       | F     |       |
| Decatlón          |       |       |       |       |       |       | F     | F     | F     | F     | F     |       |       |       |       |       |
| 4×100 m           |       |       |       |       |       |       |       |       |       |       |       |       |       | E     | F     |       |
| 4×100 m mixto     |       |       |       |       |       |       |       |       |       |       |       |       |       |       |       | F     |
| 4×400 m           |       |       |       |       |       |       |       |       |       |       |       | E     |       |       |       | F     |
| 4×400 m mixto     |       | F     | F     |       |       |       |       |       |       |       |       |       |       |       |       |       |

| Fecha →           | Lu 10 | Lu 10 | Lu 10 | Ma 11 | Ma 11 | Ma 11 | Mi 12 | Mi 12 | Mi 12 | Ju 13 | Ju 13 | Vi 14 | Vi 14 | Sa 15 | Sa 15 | Do 16 |
| Prueba ↓          | M     | T     | T     | M     | T     | T     | M     | T     | T     | M     | T     | M     | T     | M     | T     | T     |
| ----------------- | ----- | ----- | ----- | ----- | ----- | ----- | ----- | ----- | ----- | ----- | ----- | ----- | ----- | ----- | ----- | ----- |
| 100 m             | E     | ½     | F     |       |       |       |       |       |       |       |       |       |       |       |       |       |
| 200 m             |       |       |       |       |       |       | E     | ½     | ½     |       | F     |       |       |       |       |       |
| 400 m             |       |       |       |       |       |       | E     |       |       | ½     |       |       |       |       | F     |       |
| 800 m             |       |       |       | E     |       |       |       |       |       | ½     |       |       | F     |       |       |       |
| 1500 m            |       |       |       |       |       |       |       |       |       |       |       |       |       | E     |       | F     |
| 5000 m            |       |       |       |       | F     | F     |       |       |       |       |       |       |       |       |       |       |
| 10 000 m          |       |       |       |       |       |       |       |       |       |       |       |       | F     |       |       |       |
| 100 m vallas      |       | E     | E     |       | ½     | F     |       |       |       |       |       |       |       |       |       |       |
| 400 m vallas      | E     |       |       | ½     |       |       |       | F     | F     |       |       |       |       |       |       |       |
| 3000 m obst.      |       | E     | E     |       |       |       |       |       |       |       | F     |       |       |       |       |       |
| Salto de altura   |       |       |       |       |       |       |       |       |       | C     |       |       |       |       | F     |       |
| Salto con pértiga |       |       |       |       | C     | C     |       |       |       |       | F     |       |       |       |       |       |
| Salto de longitud |       |       |       |       |       |       |       |       |       |       |       |       |       | C     |       | F     |
| Triple salto      |       | C     | C     |       |       |       |       |       |       |       | F     |       |       |       |       |       |
| Peso              | C     | F     | F     |       |       |       |       |       |       |       |       |       |       |       |       |       |
| Disco             |       |       |       |       |       |       | C     |       |       |       |       |       | F     |       |       |       |
| Martillo          |       | C     | C     |       |       |       |       | F     | F     |       |       |       |       |       |       |       |
| Jabalina          |       |       |       |       |       |       |       |       |       |       |       | C     |       |       |       | F     |
| Heptatlón         |       |       |       |       |       |       |       |       |       |       |       | F     | F     | F     | F     |       |
| 4×100 m           |       |       |       |       |       |       |       |       |       |       |       |       |       | E     | F     |       |
| 4×100 m mixto     |       |       |       |       |       |       |       |       |       |       |       |       |       |       |       | F     |
| 4×400 m           |       |       |       |       |       |       |       |       |       |       |       | E     |       |       |       | F     |
| 4×400 m mixto     |       | F     | F     |       |       |       |       |       |       |       |       |       |       |       |       |       |